# Архитектурно-художественные памятники городов СССР
«Архитектурно-художественные памятники городов СССР» — научно-популярная книжная серия, выпускавшаяся издательством «Искусство» в Москве и его отделением в Ленинграде в течение 30-ти лет (с 1958 до 1989 года).

## История
Серия логически продолжила тему книг издательства Академии архитектуры СССР 1940-х и 1950-х годов, прервавшихся изданием в 1960 году (серии «Сокровища русского зодчества», «Сокровища зодчества народов СССР», «Архитектура городов СССР»). Вместо тонкой картонной обложки предшественника был применён тканевый переплёт карманного формата, снабжённый бумажной суперобложкой. Также был значительно увеличен объём изданий, их иллюстративный материал.
Несмотря на стилистическое единство оформления изданий, серия довольно продолжительное время не имела собственного обозначения. Обычно в подзаголовок выносились следующие наименования: «Архитектурные памятники», «Художественные памятники», «Архитектурно-художественные памятники», с последующим уточнением города и временного периода. «Архитектурно-художественные памятники городов СССР» — объединяющее название библиографических описаний изданий, связанных единым замыслом.
Оформление книжной серии в середине 1960-х годов претерпело существенное изменение. Первоначально, с 1958 года, над ней работала И. И. Фомина, талантливый книжный график. После её смерти в 1964 году вышло несколько изданий серии, ранее подготовленные ею или оформленные другими художниками (И. С. Клейнард, И. З. Копелян, Т. С. Цинберг), пока оформлением книг популярной серии не занялся известный художник Ф. Б. Збарский, полностью изменивший их стилистику. Получившая с его помощью в 1966 году белый, с чётким золотым тиснением названия, переплёт и характерный корешок (с изображением архитектурных декоративных фрагментов) серия в среде книголюбов стала именоваться «белой», в отличие от «жёлтой серии» того же издательства («Дороги к прекрасному»), начавшей выходить с 1967 года.
Выпуски книг серии до 1972 года (в этом же году Ф. Б. Збарский эмигрировал из СССР) печатались преимущественно в зарубежных типографиях (Хельсинки, Финляндия и Будапешт, Венгрия). С 1973 — в отечественных типографиях в Ленинграде. Некоторые книги серии неоднократно переиздавались с дополнениями.
В создании книг принимали участие известные архитекторы-реставраторы, историки архитектуры, искусствоведы, археологи.
Выявлено 35 книг этой серии (также готовилась для неё, но издана в упрощённом оформлении: Борисов Н. С., Марасинова Л. М. «Рыбинск. Мышкин. Пошехонье» (М., 2001)).
По достопримечательностям в основном зарубежных стран издавалась другая книжная серия такого же карманного формата — «Города и музеи мира».

## Список книг серии по годам
1958
- Воронин Н. Н. Владимир. Боголюбово. Суздаль. Юрьев-Польской / Худож. И. И. Фомина. — М.: Искусство, 1958. — 344 с. — (Архитектурно-художественные памятники городов СССР). — 10 000 экз.( Переиздана в 1962 в Лейпциге на немецком языке)

1960
- Логвин Г. Н. Киев: По художественным памятникам Киева. Очерк / Худож. И. И. Фомина. — М.: Искусство, 1960. — 280 с. — (Архитектурно-художественные памятники городов СССР). — 10 000 экз. (Тип. Хельсинки, Финляндия).

1961
- Каргер М. К. Новгород Великий: Архитектурные памятники древнего Новгорода. — Л.; М.: Искусство, 1961. — 312 с. — (Архитектурно-художественные памятники городов СССР). — … экз.
- Пугаченкова Г. А. Самарканд. Бухара: Спутник по древним городам Самарканду и Бухаре / Худож. И. И. Фомина. — М.: Искусство, 1961. — 216 с. — (Архитектурно-художественные памятники городов СССР). — 10 000 экз. (Тип. Хельсинки, Финляндия).

1963
- Ильин М. А. Москва / Худож. И. И. Фомина. — М.: Искусство, 1963. — 516 с. — (Архитектурно-художественные памятники городов СССР). — … экз. (Тип. Будапешт, Венгрия).
- Спегальский Ю. П. Псков: Художественные памятники / Худож. И. З. Копелян; Фотографии выполнены Г. Н. Савиным. — Л.; М.: Искусство, 1963. — 304 с. — (Архитектурно-художественные памятники городов СССР). — 35 000 экз. (Тип. № 1 «Печатный Двор» имени А. М. Горького, Ленинград)

1964
- Иванов В. Н. Ростов Великий. Углич: Художественные памятники XVI—начала XIX века древних русских городов Ростова и Углича. Очерк / Худож. И. И. Фомина. — М.: Искусство, 1964. — 232 с. — (Архитектурно-художественные памятники городов СССР). — 40 000 экз. (Тип. не указана).

1965
- Бретаницкий Л. С. Баку: Архитектурно-художественные памятники. — Л.; М.: Искусство, 1965. — 252 с. — (Архитектурно-художественные памятники городов СССР). — 16 000 экз.
- Ильин М. А. Подмосковье / Худож. И. И. Фомина(†). — М.: Искусство, 1965. — 316 с. — (Архитектурно-художественные памятники городов СССР). — … экз.
- Логвин Г. Н. Чернигов. Новгород-Северский. Глухов. Путивль / Худож.: И. И. Фомина(†), И. С. Клейнард. — М.: Искусство, 1965. — 252 с. — (Архитектурно-художественные памятники городов СССР). — 30 000 экз. (Тип. Хельсинки, Финляндия).
- Островский Г. С. Львов: Художественные памятники / Худож. И. З. Копелян. — Л.; М.: Искусство, 1965. — 240 с. — (Архитектурно-художественные памятники городов СССР). — 40 000 экз. (Тип. не указана).

1966
- Ильин М. А. Подмосковье: Книга-спутник по древним подмосковным городам, сёлам и старым усадьбам (XIV—XIX вв.) / Худож. И. И. Фомина(†). — 2-е изд., испр. — М.: Искусство, 1966. — 336 с. — (Архитектурно-художественные памятники городов СССР). — 75 000 экз. (Тип. Кошут, Будапешт, Венгрия).
- Каргер М. К. Новгород Великий: Архитектурные памятники / Худож. Т. С. Цинберг. — 2-е изд., доп. — Л.; М.: Искусство, 1966. — 312 с. — (Архитектурно-художественные памятники городов СССР). — 50 000 экз. (Ленингр. тип. № 3 им. Ивана Фёдорова).

### Новое оформление серии
1966
- Бочаров Г. Н., Выголов В. П. Вологда. Кириллов. Ферапонтово. Белозерск: Художественные памятники XII—XIX веков / Худож. Ф. Б. Збарский. — М.: Искусство, 1966. — 296 с. — (Архитектурно-художественные памятники городов СССР). — 40 000 экз. (Тип. Хельсинки, Финляндия).

1967
- Воронин Н. Н. Владимир. Боголюбово. Суздаль. Юрьев-Польской: Книга-спутник по древним городам Владимирской земли / Худож. Ф. Б. Збарский. — 3-е изд., перераб. — М.: Искусство, 1967. — 312 с. — (Архитектурно-художественные памятники городов СССР). — 50 000 экз. (Тип. Хельсинки, Финляндия).

1968
- Бартенев И. А., Фёдоров Б. Н. Архитектурные памятники Русского Севера / Худож. Ф. Б. Збарский. — Л.; М.: Искусство, 1968. — 264 с. — (Архитектурно-художественные памятники городов СССР). — 30 000 экз. (Ленингр. тип. № 3 им. Ивана Фёдорова).
- Добровольская Э. Д. Ярославль: Художественные памятники XIII—XIX веков / Худож. Ф. Б. Збарский. — М.: Искусство, 1968. — 224 с. — (Архитектурно-художественные памятники городов СССР). — 50 000 экз. (Тип. Хельсинки, Финляндия).
- Пугаченкова Г. А. Самарканд. Бухара: По древним памятникам Самарканда и Бухары. — 2-е изд., доп. — М.: Искусство, 1968. — 204 с. — (Архитектурно-художественные памятники городов СССР). — 50 000 экз. (Тип. "Франклин", Будапешт, Венгрия).

1969
- Агафонов С. Л. Горький. Балахна. Макарьев: Художественные памятники XIII-начала XX века старинных волжских городов / Худож. Ф. Б. Збарский. — М.: Искусство, 1969. — 224 с. — (Архитектурно-художественные памятники городов СССР). — 50 000 экз. (Тип. Франклин, Будапешт, Венгрия).
- Михайловский Е. В., Ильенко И. В. Рязань. Касимов: Художественные памятники XII—XIX веков / Худож. Ф. Б. Збарский. — М.: Искусство, 1969. — 240 с. — (Архитектурно-художественные памятники городов СССР). — 50 000 экз. (Тип. Франклин, Будапешт, Венгрия).
- Бочаров Г. Н., Выголов В. П. Вологда. Кириллов. Ферапонтово. Белозерск: Художественные памятники XII—XIX веков. — 2-е изд., испр. — М.: Искусство, 1969. — 296 с. — (Архитектурно-художественные памятники городов СССР). — 100 000 экз. (Тип. Хельсинки, Финляндия).

1970
- Иванов В. Н. Кострома: Художественные памятники XIV—XIX веков / Худож. Ф. Б. Збарский. — М.: Искусство, 1970. — 180 с. — (Архитектурно-художественные памятники городов СССР). — 50 000 экз. (Тип. Франклин, Будапешт, Венгрия).
- Ильин М. А. Москва: Художественные памятники города / Худож. Ф. Б. Збарский. — 2-е изд., перераб. и доп. — М.: Искусство, 1970. — 452 с. — (Архитектурно-художественные памятники городов СССР). — 50 000 экз. (Тип. Хельсинки, Финляндия).
- Бретаницкий Л. С. Баку: Архитектурно-художественные памятники. — 2-е изд., доп. — Л.; М.: Искусство, 1970. — 248 с. — (Архитектурно-художественные памятники городов СССР). — 50 000 экз. (Тип. "Франклин", Будапешт, Венгрия).

1971
- Добровольская Э. Д., Гнедовский Б. В. Ярославль. Тутаев: Художественные памятники XIII—XIX веков / (Памяти И. А. Тихомирова, одного из первых ярославских краеведов и реставраторов). Худож. Ф. Б. Збарский. — 2-е изд., испр. и доп. — М.: Искусство, 1971. — 240 с. — (Архитектурно-художественные памятники городов СССР). — 40 000 экз. (Тип. Хельсинки, Финляндия).
- Иванов В. Н. Московский Кремль: Историко-художественные памятники. — М.: Искусство, 1971. — 228 с. — (Архитектурно-художественные памятники городов СССР). — 40 000 экз. (Тип. Хельсинки, Финляндия).
- Брунс Д. В., Кангропооль Р. Р. Таллин: Историко-художественные памятники XIII—XIX веков. — Л.; М.: Искусство, 1971. — 224 с. — (Архитектурно-художественные памятники городов СССР). — 50 000 экз. (Ленингр. тип. № 3 им. Ивана Фёдорова).

1972
- Фехнер М. В. Калуга. Боровск: Художественные памятники XVI—XX веков. — М.: Искусство, 1972. — 268 с. — (Архитектурно-художественные памятники городов СССР). — 50 000 экз. (Тип. Хельсинки, Финляндия).

1973
- Логвин Г. Н. Украинские Карпаты: Книга-спутник по памятникам деревянной архитектуры XIII—XVIII вв. горных и предгорных районов Львовской, Закарпатской, Ивано-Франковской и Черновицкой областей Украины. — М.: Искусство, 1973. — 192 с. — (Архитектурно-художественные памятники городов СССР). — 50 000 экз. (Ленингр. тип. № 3 им. Ивана Фёдорова).

1974
- Ильин М. А. Подмосковье: Книга-спутник по древним подмосковным городам, сёлам и старым усадьбам (XIV—XIX вв.). — 3-е изд., испр. и доп. — М.: Искусство, 1974. — 272 с. — (Архитектурно-художественные памятники городов СССР). — 50 000 экз. (Ленингр. тип. № 3 им. Ивана Фёдорова).
- Раам В. В. Архитектурные памятники Эстонии: Архитектурные памятники XIII—XIX веков / Под ред. Б. М. Бернштейна. — Л.: Искусство. Ленингр. отд-ние, 1974. — 280 с. — (Архитектурно-художественные памятники городов СССР). — 30 000 экз. (Ленингр. тип. № 3 им. Ивана Фёдорова).

1975
- Островский Г. С. Львов: Архитектурно-художественные памятники XIII—XX веков. — 2-е изд., перераб. и доп. — Л.: Искусство. Ленингр. отд-ние, 1975. — 208 с. — (Архитектурно-художественные памятники городов СССР). — 50 000 экз. (Ленингр. тип. № 3 им. Ивана Фёдорова).
- Иванов В. Н. Ростов. Углич: Художественные памятники XVI—начала XIX века. — 2-е изд., доп. — М.: Искусство, 1975. — 264 с. — (Архитектурно-художественные памятники городов СССР). — 50 000 экз. (Ленингр. тип. № 3 им. Ивана Фёдорова).

1976
- Пугаченкова Г. А. Термез. Шахрисябз. Хива: Художественные памятники I—XIX веков. — М.: Искусство, 1976. — 208 с. — (Архитектурно-художественные памятники городов СССР). — 50 000 экз. (Ленингр. тип. № 3 им. Ивана Фёдорова).

1977
- Петров А. Н. Город Пушкин. Дворцы и парки: Художественные памятники XVIII—XIX веков. — Л.: Искусство. Ленингр. отд-ние, 1977. — 192 с. — (Архитектурно-художественные памятники городов СССР). — 100 000 экз. (Ленингр. тип. № 3 им. Ивана Фёдорова).

1978
- Фехнер М. В. Великие Булгары. Казань. Свияжск: Архитектурно-художественные памятники. — М.: Искусство, 1978. — 280 с. — (Архитектурно-художественные памятники городов СССР). — 50 000 экз. (Ленингр. тип. № 3 им. Ивана Фёдорова).
- Спегальский Ю. П. Псков: Архитектурно-художественные памятники XII—XVII веков. — 2-е изд., доп. — Л.: Искусство. Ленингр. отд-ние, 1978. — 248 с. — (Архитектурно-художественные памятники городов СССР). — 50 000 экз. (Ленингр. тип. № 3 им. Ивана Фёдорова).
- Иванов В. Н. Кострома: Художественные памятники. — 2-е изд., доп. — М.: Искусство, 1978. — 224 с. — (Архитектурно-художественные памятники городов СССР). — 50 000 экз. (Ленингр. тип. № 3 им. Ивана Фёдорова).

1979
- Бочаров Г. Н., Выголов В. П. Вологда. Кириллов. Ферапонтово. Белозерск: Художественные памятники XII—XIX веков. — 3-е изд., доп. — М.: Искусство, 1979. — 354 с. — (Архитектурно-художественные памятники городов СССР). — 50 000 экз. (Ленингр. тип. № 3 им. Ивана Фёдорова).
- Иогансен М. В., Лисовский В. Г. Ленинград: Архитектурно-художественные памятники XVIII—XX веков. — Л.: Искусство. Ленингр. отд-ние, 1979. — 392 с. — (Архитектурно-художественные памятники городов СССР). — 50 000 экз. (Ленингр. тип. № 3 им. Ивана Фёдорова).
- Хан-Мамедов С. О. Дербент. Горная стена. Аулы Табасарана: Архитектурно-художественные памятники VI — начала XX века. — М.: Искусство, 1979. — 288 с. — (Архитектурно-художественные памятники городов СССР). — 50 000 экз. (Ленингр. тип. № 3 им. Ивана Фёдорова).

1980
- Каргер М. К. Новгород: Художественные памятники XI—XVIII веков / Общ. ред., вступ. статья и коммент. Г. М. Штендера. — 4-е изд., доп. — Л.: Искусство. Ленингр. отд-ние, 1980. — 248 с. — (Архитектурно-художественные памятники городов СССР). — 50 000 экз. (Ленингр. тип. № 3 им. Ивана Фёдорова).
- Логвин Г. Н. Чернигов. Новгород-Северский. Глухов. Путивль: По древним городам Северской земли. Очерк. — 2-е изд., доп. — М.: Искусство, 1980. — 288 с. — (Архитектурно-художественные памятники городов СССР). — 50 000 экз. (Ленингр. тип. № 3 им. Ивана Фёдорова).

1981
- Рыбаков А. А. Устюжна. Череповец. Вытегра: Архитектурно-художественные памятники. — Л.: Искусство. Ленингр. отд-ние, 1981. — 216 с. — (Архитектурно-художественные памятники городов СССР). — 50 000 экз. (Ленингр. тип. № 3 им. Ивана Фёдорова).
- Джанберидзе Н. Ш., Мачабели К. Г. Тбилиси. Мцхета: Художественные памятники. — М.: Искусство, 1981. — 256 с. — (Архитектурно-художественные памятники городов СССР). — 50 000 экз. (Ленингр. тип. № 3 им. Ивана Фёдорова).

1982
- Иогансен М. В., Лисовский В. Г. Ленинград: Архитектурно-художественные памятники XVIII—XX веков. — 2-е изд., доп. — Л.: Искусство. Ленингр. отд-ние, 1982. — 408 с. — (Архитектурно-художественные памятники городов СССР).
- Логвин Г. Н. Киев: По архитектурным памятникам Киева. Очерк. — 3-е изд., доп. — М.: Искусство, 1982. — 336 с. — (Архитектурно-художественные памятники городов СССР). — 50 000 экз. (Ленингр. тип. № 3 им. Ивана Фёдорова).
- Островский Г. С. Львов: Архитектурно-художественные памятники XIII—XX веков. — 3-е изд., перераб. и доп. — Л.: Искусство. Ленингр. отд-ние, 1982. — 240, [10] с. — (Архитектурно-художественные памятники городов СССР). — 50 000 экз. (Ленингр. тип. № 3 им. Ивана Фёдорова).

1983
- Бочаров Г. Н., Выголов В. П. Сольвычегодск. Великий Устюг. Тотьма: Художественные памятники XIII—XIX веков. — М.: Искусство, 1983. — 336 с. — (Архитектурно-художественные памятники городов СССР). — 50 000 экз. (Ленингр. тип. № 3 им. Ивана Фёдорова).
- Закарая П. П. Памятники Восточной Грузии: Архитектурно-художественные памятники. — М.: Искусство, 1983. — 376 с. — (Архитектурно-художественные памятники городов СССР). — 50 000 экз. (Ленингр. тип. № 3 им. Ивана Фёдорова).
- Воронин Н. Н. Владимир. Боголюбово. Суздаль. Юрьев-Польский: Спутник по древним городам Владимирской земли. — 5-е изд., доп. — М.: Искусство, 1983. — 296 с. — (Архитектурно-художественные памятники городов СССР). — 50 000 экз. (Ленингр. тип. № 3 им. Ивана Фёдорова).

1984
- Кириллов В. В. Тобольск: Архитектурные и художественные памятники XVI—начала XX века. — М.: Искусство, 1984. — 240 с. — (Архитектурно-художественные памятники городов СССР). — 50 000 экз. (Ленингр. тип. № 3 им. Ивана Фёдорова).

1985
- Кючарианц Д. А., Раскин А. Г. Пригороды Ленинграда: Архитектурные и художественные памятники XVIII—XX веков. — Л.: Искусство. Ленингр. отд-ние, 1985. — 432 с. — (Архитектурно-художественные памятники городов СССР). — 50 000 экз. (Ленингр. тип. № 3 им. Ивана Фёдорова).
- Григорян А. Г., Степанян Н. С. Ереван. Гарни. Гегард. Эчмиадзин. Аштарак: Архитектурно-художественные памятники. — М.: Искусство, 1985. — 208 с. — (Архитектурно-художественные памятники городов СССР). — 50 000 экз. (Ленингр. тип. № 3 им. Ивана Фёдорова).

1987
- Агафонов С. Л. Горький. Балахна. Макарьев: Художественные памятники старинных волжских городов XIII—XX веков. — 2-е изд., испр. и доп. — М.: Искусство, 1987. — 328 с. — (Архитектурно-художественные памятники городов СССР). — 50 000 экз. (Ленингр. тип. № 3 им. Ивана Фёдорова).

1989
- Балдин В. И. Загорск: Архитектурно-художественные памятники. — 2-е изд., испр. и доп. — М.: Искусство, 1989. — 328 с. — (Архитектурно-художественные памятники городов СССР). — 100 000 экз. (Ленингр. тип. № 3 им. Ивана Фёдорова, головное предприятие производственного объединения).

## Список книг серии по названиям с годами изданий
1. Архитектурные памятники Русского Севера. / И. А. Бартенев, Б. Н. Фёдоров. — 1968/1
2. Архитектурные памятники Эстонии. / В. В. Раам. — 1974/1.
3. Баку. / Л. С. Бретаницкий. — 1965/1; 1970/2
4. Великие Булгары. Казань. Свияжск. / М. В. Фехнер. — 1978/1.
5. Владимир. Боголюбово. Суздаль. Юрьев-Польской. / Н. Н. Воронин. — 1958/1; 1965/2; 1967/3; 1974/4; 1983/5.
6. Вологда. Кириллов. Ферапонтово. Белозерск. / Г. Н. Бочаров, В. П. Выголов. — 1966/1; 1969/2; 1979/3
7. Город Пушкин. Дворцы и парки. / А. Н. Петров. — 1977
8. Горький. Балахна. Макарьев. / С. Л. Агафонов. — 1969/1; 1987/2.
9. Дербент. Горная стена. Аулы Табасарана. / С. О. Хан-Магомедов. — 1979/1
10. Ереван. Гарни. Гегард. Эчмиадзин. Аштарак. / А. Г. Григорян, Н. С. Степанян. — 1985/1
11. Загорск. / В. И. Балдин. — 1984/1; 1989/2
12. Калуга. Боровск. / М. В. Фехнер. — 1972/1
13. Киев. / Г. Н. Логвин. — 1960/1; 1982/3
14. Кострома. / В. Н. Иванов. — 1970/1; 1978/2.
15. Ленинград. / М. В. Иогансен, В. Г. Лисовский. — 1979/1; 1982/2
16. Львов. / Г. С. Островский. — 1965/1; 1975/2; 1982/3
17. Москва. / М. А. Ильин. — 1963/1; 1970/2
18. Московский Кремль. / В. Н. Иванов. — 1971/1
19. Новгород (Великий). / М. К. Каргер. — 1961/1; 1966/2; 1970/3; 1980/4
20. Памятники Восточной Грузии. / П. П. Закарая. — 1983/1
21. Подмосковье. / М. А. Ильин. — 1965/1; 1966/2; 1974/3
22. Пригороды Ленинграда. / Д. А. Кючарианц, А. Г. Раскин. — 1985
23. Псков. / Ю. П. Спегальский. — 1963/1; 1978/2.
24. Ростов (Великий). Углич. / В. Н. Иванов. — 1964/1
25. Рязань. Касимов. / Е. В. Михайловский, И. В. Ильенко. — 1969/1
26. Самарканд. Бухара. / Г. А. Пугаченкова. — 1961/1; 1968/2
27. Сольвычегодск. Великий Устюг. Тотьма. / Г. Н. Бочаров, В. П. Выголов. — 1983/1.
28. Таллин. / Д. В. Брунс, Р. Р. Кангропооль. — 1971/1; 1980/2
29. Тбилиси. Мцхета. / Н. Ш. Джанберидзе, К. Г. Мачабели. — 1981/1
30. Термез. Шахрисябз. Хива. / Г. А. Пугаченкова. — 1967; 1976
31. Тобольск. / В. В. Кириллов. — 1984/1
32. Украинские Карпаты. / Г. Н. Логвин. — 1973/1
33. Устюжна. Череповец. Вытегра. / А. А. Рыбаков. — 1981/1.
34. Чернигов. Новгород-Северский. Глухов. Путивль. / Г. Н. Логвин. — 1965/1; 1980/2
35. Ярославль / Ярославль. Тутаев. / Э. Д. Добровольская, Б. В. Гнедовский. — 1968/1 / 1971/2; 1981/3.

## Список авторов книжной серии
- Агафонов, Святослав Леонидович (1911—2002)
- Балдин, Виктор Иванович (1920—1997)
- Бартенев, Игорь Александрович (1911—1985) — теоретик и историк архитектуры, архитектор, художник
- Бочаров, Генрих Николаевич (1935—1996) — искусствовед
- Бретаницкий, Леонид Семёнович (1914—1979)
- Брунс, Дмитрий Владимирович (1929—2020) — главный архитектор Таллинна, заслуженный архитектор ЭССР, доктор архитектуры
- Воронин, Николай Николаевич (1904—1976)
- Выголов, Всеволод Петрович (1929—1995)
- Гнедовский, Борис Васильевич (1914—1998)
- Григорян, Арцвин Гайкович (1935—2012)
- Джанберидзе, Нодар Шалвович[груз.] (1927—1997)
- Добровольская, Элла Дмитриевна (1929—2014) — историк архитектуры[2]
- Закарая, Пармен Парнаозович (1914—2003) — доктор искусствоведения, профессор, член-корреспондент Академии наук Грузии[3]
- Иванов, Владимир Николаевич (1905—1991)
- Ильенко, Ирина Валентиновна (1925—1996) — архитектор-реставратор
- Ильин, Михаил Андреевич (1903—1981)
- Иогансен, Марина Викторовна (1924—2006) — искусствовед, историк архитектуры
- Кангропооль, Расмус Расмусович[эст.] (1930—2001)
- Каргер, Михаил Константинович (1903—1976)
- Кириллов, Владимир Васильевич (1925—2007)
- Кючарианц, Джульетта Артуровна (1917—2009)
- Лисовский, Владимир Григорьевич (р. 1933)
- Логвин, Григорий Никонович (1910—2001)
- Мачабели, Кити Георгиевна (р. 1931) — искусствовед
- Михайловский, Евгений Васильевич (1907—1993[4]) — историк архитектуры, реставратор
- Островский, Григорий Семёнович (1929—2007)
- Петров, Анатолий Николаевич (1906—1983) — историк архитектуры, искусствовед
- Пугаченкова, Галина Анатольевна (1915—2007)
- Раам, Виллем Вольдемарович (1910—1996)
- Раскин, Абрам Григорьевич (1924—2023)
- Рыбаков, Александр Александрович (р. 1940) — художник-реставратор, доктор искусствоведения, заслуженный деятель искусства РФ[5]
- Спегальский, Юрий Павлович (1909—1969)
- Степанян, Нонна Суреновна (р. 1932) — доктор искусствоведения
- Фехнер, Маргарита Васильевна (1903—1981) — историк архитектуры
- Фёдоров, Борис Николаевич (1922—1988) — историк архитектуры[6]
- Хан-Магомедов, Селим Омарович (1928—2011)